# Maria Dutkiewicz
Maria Janina Dutkiewicz (ur. 18 grudnia 1937 w Ostrowie Wielkopolskim) – polska chemik i fizyk, doktor habilitowana nauk fizycznych, nauczyciel akademicki Uniwersytetu im. Adama Mickiewicza w Poznaniu.

## Życiorys
Ukończyła studia z chemii na poznańskim UAM, gdzie została zatrudniona zaraz po studiach w 1963 i zdobywała kolejne awanse akademickie. Doktoryzowała się (1971) i habilitowała (1986) z fizyki. Pracuje jako profesor nadzwyczajny w Zakładzie Fizyki Dielektryków Wydziału Fizyki UAM. W pracy badawczej specjalizuje się w fizyce dielektryków ciekłych oraz fizyce molekularnej. Swoje prace publikowała m.in. w „Polish Journal of Chemistry".
Członek Akademickiego Klubu Obywatelskiego im. Prezydenta Lecha Kaczyńskiego w Poznaniu.
Jest córką Jerzego i Marii Chudobieckich. W 1960 poślubiła Edwarda Dutkiewicza (późniejszego profesora chemii na UAM), z którym ma synów: Adama i Grzegorza.